# Стефан Стайков (дипломат)
Стефан Енчев Стайков е български инженер и дипломат, политик от БКП.

## Биография
Роден е на 31 декември 1934 г. Син е на комунистическия функционер Енчо Стайков. От 1961 г. е член на БКП. Завършва Енергетичния институт в Москва. След това работи като старши инженер в Министерството на транспорта и съобщенията. По-късно работи в Министерството на външните работи. През 1978 г. е начело на групата по сигурността и сътрудничеството в Европа с ранг на посланик и началник на отдел „ООН и разоръжаване“. От 1982 до 1987 г. е посланик на България в Социалистическа федеративна република Югославия, а след това и в Заир. От 13 декември 1988 г. е кандидат-член на ЦК на БКП. Бил е първи заместник-министър на външните работи през 1990 г.